# ترانس‌یونیون
ترانس‌یونیون (انگلیسی: TransUnion) شرکت فناوری اطلاعات آمریکایی است، که در سال ۱۹۶۸ تأسیس شد.